# Ngừng tim
Ngừng tim còn gọi là ngừng tim phổi hoặc ngừng tuần hoàn là chấm dứt sự lưu thông bình thường của máu do tim ngừng đập. Hiện tượng cơ tim ngừng co bóp kéo dài ít nhất 60 giây làm cho tuần hoàn bị tê liệt. Ngừng hô hấp bắt đầu khoảng 20 – 60 giây sau ngừng tim.
Do hệ tuần hoàn ngừng hoạt động dẫn đến ngừng cung cấp oxy cho cơ thể. Thiếu oxy lên não gây ra mất ý thức, sau đó dẫn đến hô hấp bất thường hoặc ngừng thở. Nếu ngừng tim không được điều trị trong hơn năm phút có thể dẫn đến tổn thương não. Cơ hội duy nhất để bệnh nhân sống sót và phục hồi thần kinh là phải điều trị quyết đoán ngay lập tức.
Ngừng tim khác với nhồi máu cơ tim. Nhồi máu cơ tim là do lưu lượng máu đến cơ tim bị giảm sút, tuy nhiên nó có thể gây ra ngừng tim.
Ngừng tim là một trường hợp cấp cứu y khoa, trong những tình huống nhất định bệnh nhân có khả năng hồi phục nếu được điều trị sớm. Ngừng tim bất ngờ có thể dẫn đến tử vong trong vòng vài phút: được gọi là đột tử tim (SCD). Cấp cứu ngừng tim có thể sử dụng phương pháp khử rung tim (defibrillation) bằng máy sốc điện ngay lập tức, hoặc sử dụng phương pháp hồi sức tim phổi để hỗ trợ tuần hoàn và/hoặc tạo nhịp tim.